# Umchwasho
L'umchwasho est un rituel traditionnel d’abstinence sexuelle en Eswatini. Pendant ce rituel, les femmes non mariées n’ont pas le droit d’avoir des relations sexuelles et doivent porter le traditionnel ensemble de colliers. Les colliers sont habituellement en laine et se portent autour du cou comme un foulard. Les jeunes-filles âgées de 18 ans ou moins doivent porter des colliers bleus et jaunes et ne doivent pas avoir de contacts avec les hommes. Celles qui ont 19 ans ou plus portent un collier rouge et noir et peuvent avoir des contacts avec les hommes mais pas de rapports sexuels. Celles qui enfreignent l'umchwasho sont condamnées à payer une amende sous la forme d’un animal, généralement une vache.
L'umchwasho le plus récent a eu lieu entre le 9 septembre 2001 et le 19 août 2005. Le roi Mswati III a promulgué cette interdiction dans le but de stopper l’épidémie de SIDA, particulièrement virulente dans le pays. Il était prévu à l’origine pour 5 ans mais il a été interrompu une année plus tôt sans véritable raison, même si l’interdiction a rencontré une forte opposition et que de nombreuses femmes ont refusé de porter l’écharpe requise en laine. Le roi eut droit, lui aussi, à des critiques quand il se maria durant cette période et fut, lui-même, soumis à l’amende d’une vache. Quand le rituel fut terminé, les colliers furent brûlés lors d’une grande cérémonie.

## Sources
- (en) Cet article est partiellement ou en totalité issu de l’article de Wikipédia en anglais intitulé « Umchwasho » (voir la liste des auteurs).